# باول كوهن
باول كوهن هو موزع وعازف بيانو وممثل سويسري، ولد في 12 مارس 1928 بفيسبادن في ألمانيا، وتوفي في 23 سبتمبر 2013 بباد فيلدونغن في ألمانيا. من الجوائز التي نالها وسام الاستحقاق البافاري.

## جوائز
- وسام الاستحقاق البافاري

## وصلات خارجية
- باول كوهن على موقع IMDb (الإنجليزية)
- باول كوهن على موقع مونزينجر (الألمانية)
- باول كوهن على موقع ميوزك برينز (الإنجليزية)
- باول كوهن على موقع أول موفي (الإنجليزية)
- باول كوهن على موقع قاعدة بيانات الأفلام السويدية (السويدية)
- باول كوهن على موقع أول ميوزيك (الإنجليزية)
- باول كوهن على موقع ديسكوغز (الإنجليزية)
- باول كوهن على موقع قاعدة بيانات الفيلم (الإنجليزية)
- باول كوهن على موقع كينوبويسك (الروسية)